# Hysterangium nephriticum
Hysterangium nephriticum är en svampart som beskrevs av Berk. 1844. Hysterangium nephriticum ingår i släktet Hysterangium och familjen Hysterangiaceae.   Inga underarter finns listade i Catalogue of Life.